# Les Bijoux volés (film, 1931)
Pour les articles homonymes, voir Les Bijoux volés.
Pour plus de détails, voir Fiche technique et Distribution.
Les Bijoux volés (titre original : The Stolen Jools ou The Slippery Pearls) est un court métrage réalisé par William C. McGann, sorti en 1931. 
Ce film réunit des vedettes des studios : Warner Brothers, RKO Radio Pictures, Metro-Goldwyn-Mayer, Paramount Pictures et Hal Roach Studios afin de collecter des fonds pour la National Variety Tuberculosis Sanatorium.

## Synopsis
Lors d'un bal annuel, les bijoux de la star de cinéma Norma Shearer sont volés et la police va mener son enquête...

## Fiche technique
- Titre : Les Bijoux volés
- Réalisation :William C. McGann
- Producteur : Pat Casey
- Production : Paramount Pictures
- Durée : 20 minutes
- Langue : anglais
- Date de sortie :
  - États-Unis : 4 avril 1931

## Distribution
Au commissariat de police :
- Wallace Beery
- Buster Keaton
- Jack Hill
- J. Farrell MacDonald
- Edward G. Robinson
- George E. Stone

Représentants de la loi :
- Eddie Kane
- Stan Laurel
- Oliver Hardy

Au domicile de la victime :
- Les Petites Canailles :

Allen Hoskins alias Farina
Stymie Beard
Norman Chaney alias Chubby
Mary Ann Jackson
Shirley Jean Rickert
Dorothy DeBorba alias Echo
Bobby Hutchins alias Wheezer
Pete le chien
- Polly Moran
- Norma Shearer
- Hedda Hopper

Voleuse de chien :
- Joan Crawford
- William Haines

Sur la balancelle :
- Dorothy Lee

Au restaurant :
- Victor McLaglen
- Edmund Lowe
- El Brendel

À l’hôtel :
- Charlie Murray
- George Sidney
- Winnie Lightner
- Fifi D'Orsay
- Warner Baxter
- Irene Dunne

Au comptoir :
- Bert Wheeler
- Robert Woolsey

Au studio de cinéma :
- Richard Dix
- Claudia Dell
- Lowell Sherman

À la rédaction du journal :
- Eugene Pallette
- Stuart Erwin
- Richard "Skeets" Gallagher
- Gary Cooper
- Wynne Gibson
- Buddy Rogers

Le détective :
- Maurice Chevalier

Sous les arbres :
- Douglas Fairbanks Jr.
- Loretta Young
- Richard Barthelmess
- Charles Butterworth

Mots croisées :
- Bebe Daniels
- Ben Lyon

Épouse poète :
- Barbara Stanwyck
- Frank Fay

Scène du baiser :
- Jack Oakie
- Fay Wray

Projectionnistes :
- George "Gabby" Hayes
- Little Billy (Billy Rhodes) : son assistant

Résout l'énigme :
- Mitzi Green

Non crédités :
- Joe E. Brown
- Robert Ames
- Bert Lytell

## Autour du film
- Les Bijoux volés est considéré comme le film rassemblant le plus grand nombre de caméos de l'histoire du cinéma[réf. nécessaire]. Le sponsor du film est Chesterfield Cigarettes.

### Caméo de Laurel et Hardy
Laurel et Hardy apparaissent quelques secondes en deux plans. Ils accompagnent dans la voiture de police, le détective chargé de mener l'enquête. Ils se trouvent sur la banquette avant, Oliver au volant comme il se doit et lorsque Stan tente de toucher aux commandes, il se prend un coup sur les doigts. Dans le deuxième plan, l'arrivée sur les lieux du crime, la voiture se disloque lorsque Stan appuie sur un bouton du tableau de bord.